# Albert (supermarkt)
Albert is een Tsjechische supermarktketen met het hoofdkantoor in Praag, onderdeel van het Nederlands-Belgische Ahold Delhaize. De keten werd opgericht in 1990 in het toenmalige Tsjecho-Slowakije en bestaat nu uit 330 winkels. 
In 1991 werd de eerste winkel van het toenmalige Euronova, geopend in Jihlava met de merknaam Mana. Deze winkel was de eerste supermarkt in Tsjecho-Slowakije. In 2005 nam Ahold 56 filialen over van de Oostenrijkse keten Julius Meinl die zich daarmee terugtrok uit Tsjechië. Naast de Albert formule werd ook tot 2009 de formule Supernova voor hypermarkten gebruikt. Sindsdien worden deze hypermarkten ook Albert genoemd. In maart 2014 nam Albert 35 hypermarkten en 14 supermarkten van Spar over voor een totaalbedrag van 5,2 miljard Tsjechische kroon. Daarmee werd het met 330 filialen de grootste supermarkt van het land. 